# ГЕС Xiǎoshíxiá
ГЕС Xiǎoshíxiá (小石峡水电站) — гідроелектростанція на північному заході Китаю в провінції Сіньцзян. Використовує ресурс із річки Kumerik – лівої твірної Аксу, котра в свою чергу є лівою твірною Тариму (безсточний басейн озера Лобнор).
В межах проекту річку перекрили насипною греблею із бетонним облицюванням висотою 61 метр та довжиною 466 метрів. Вона утримує водосховище з об’ємом 69 млн м3 та припустимим коливанням рівня поверхні у операційному режимі між позначками 1478 та 1480 метрів НРМ (під час повені до 1481,7 метра НРМ).
Пригреблевий машинний зал обладнали п’ятьма турбінами потужністю по 27,5 МВт, які забезпечують виробництво 418 млн кВт-год електроенергії на рік.